# Caroline Pavlova
Pour les articles homonymes, voir Pavlova.
Caroline Karlovna Pavlova (en russe : Кароли́на Ка́рловна Па́влова), née Caroline Jaenisch (en russe : Яниш) le 10 juillet 1807 (22 juillet dans le calendrier grégorien) à Iaroslavl, morte le 2 décembre 1893 (14 décembre dans le calendrier grégorien) à Dresde, est une poétesse russe, traductrice en allemand. Son nom était autrefois germanisé en Carolina von Pawloff.

## Biographie
Karlovna Pavlova est née à Iaroslavl. Son père, Karl Jaenisch, professeur allemand de physique et de chimie à l'École de médecine et de chirurgie de Moscou, la scolarise à la maison et tient à lui assurer une excellente éducation. Elle apprend le russe, l'allemand, le français et l'anglais, mais aussi l'italien, l'espagnol, le suédois, le néerlandais et le polonais . Son tuteur polonais, et premier amour, le poète Adam Mickiewicz, est « abasourdi par ses talents littéraires ». Son premier recueil de poésie est publié en 1833.

En 1837, elle épouse Nikolaï Filippovich Pavlov (en), écrivain de peu de talent et joueur compulsif. Ils animent à leur domicile, pendant quelques années, un salon littéraire connu à Moscou. Boris Tchitcherine, ami de son mari, écrira dans ses mémoires que Pavlov lui confia n'avoir épousé la jeune femme que pour son héritage, qu'il dilapidera. Caroline Pavlova donne le jour à leur fils, Ippolit, qui se souviendra plus tard de la maison familiale en perpétuelle ébullition où sa mère se retirait à l'écart pour composer ses poèmes à voix haute en faisant les cent pas.

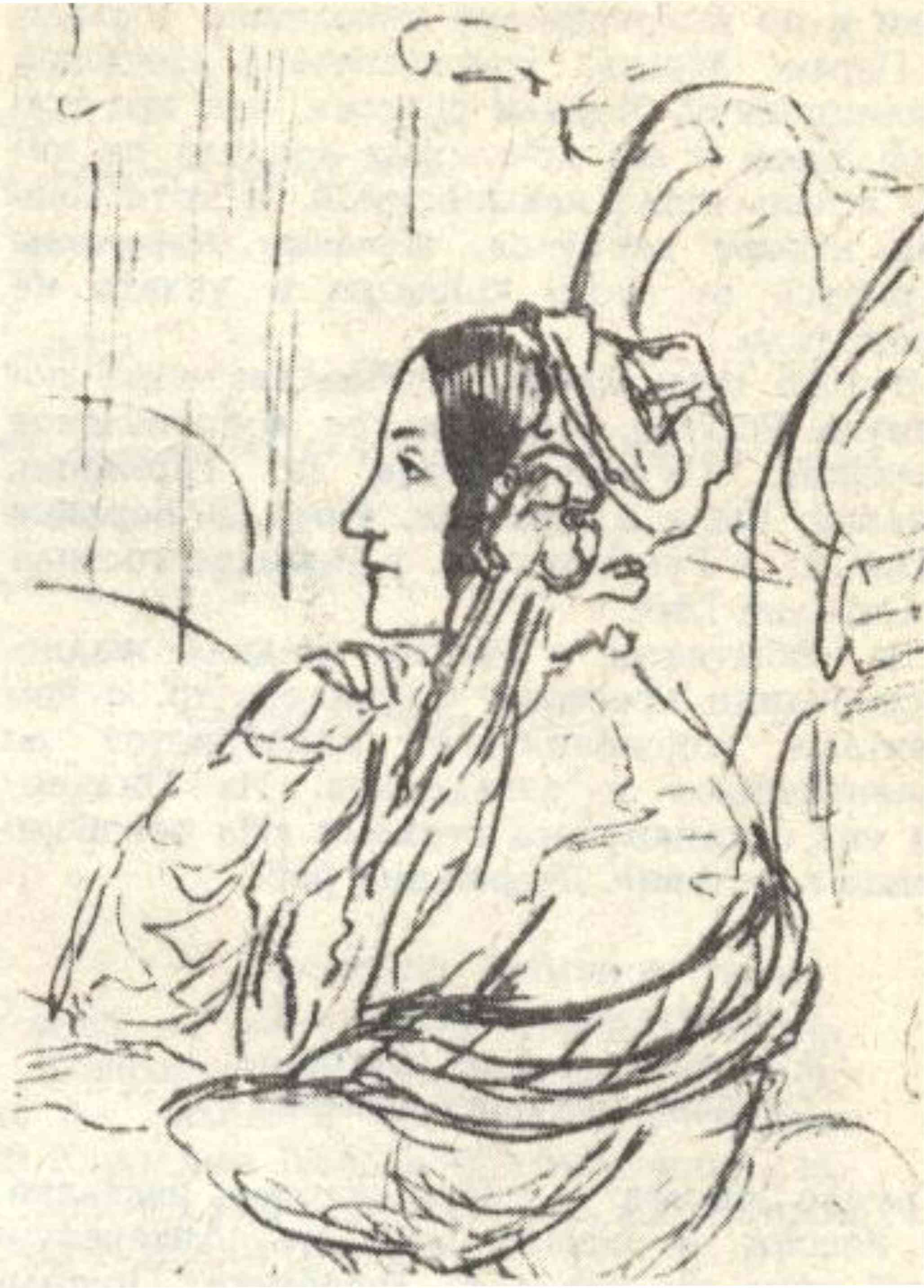
Caroline Karlovna Pavlova vue par Emmanuel Dmitriev-Mamonov.

En 1848 paraît son récit en prose, Double vie [en russe : Двойная жизнь]. Comme la plupart des romans russes de son temps, il se situe dans l'aristocratie et, à travers son héroïne, Caroline Pavlova dépeint la condition des femmes à cette époque.
En 1853, elle se sépare de son mari qui les a ruinés au jeu et est condamné à une peine de prison de quelques mois. Caroline Pavlova se rend à Saint-Pétersbourg, où son père vient de mourir dans une épidémie de choléra, puis à Dorpat (aujourd'hui Tartu, en Estonie) pour rejoindre sa mère et y vivre avec son fils. Elle fait scandale car elle préfère ne pas assister aux funérailles de son père afin d'éviter la contagion. En janvier 1854, son fils retourne à Moscou étudier à l'université, hébergé chez son père.
Caroline Pavlova, rare femme dans un milieu littéraire russe extrêmement brillant, non reconnue et raillée comme poétesse, gagne en 1858 Dresde, en Allemagne. Alexis Konstantinovitch Tolstoï, poète russe, cousin éloigné de Léon Tolstoï, lui rend alors visite et la sollicite pour traduire ses œuvres.
Caroline Pavlova meurt à Dresde en 1893, à l'âge de 86 ans, dans la misère, la solitude et l'obscurité. Elle aura consacré sa vie entière à son travail poétique, qu'elle appelait son « œuvre sacrée », mais fut si boudée par le milieu littéraire russe, qui la considérait allemande tandis qu'en Allemagne elle était perçue comme russe, que pas un journal russe ne publia la moindre notice nécrologique à son nom.
Sa poésie sera redécouverte et sa qualité littéraire réhabilitée dans les années 1900 par des poètes symbolistes comme Valéri Brioussov et Andreï Biély.